# Seferihisar
Seferihisar là một huyện thuộc tỉnh İzmir, Thổ Nhĩ Kỳ. Huyện có diện tích 386 km² và dân số thời điểm năm 2007 là 25830 người, mật độ 67 người/km².